# イヴェコ シティクラス
イヴェコ・シティクラス（Iveco CityClass）は、1997年にイヴェコバス部門によって発売され、2000年にイリスバスに改名された都市部、郊外、都市周辺を走るバス。
フランスのアゴラに相当し、イヴェコ490ターボシティURグリーン都市部バスの後継車で、後にイリスバス・シテリスに置き換えられた。
イヴェコの通常モデルと同様に、シティクラスには491シリーズ都市部バスと591シリーズ郊外バスの2つのバージョンがあり、長さは10.80メートル、12メートル、18メートルの連節バスが用意されている。

## 歴史
イヴェコ・シティクラスは、1995年のパリモーターショーでプロと一般向けに発表されました。1997年モデルで販売されました。2000年にイヴェコとRVIのバス部門が合併した際にIrisbusと改名され、2008年まで生産が続けられました。合計1万台が製造され、そのうち7,000台以上がイタリア国内で生産されました。
シティクラス・プロジェクトは、1990年代にイタリア人デザイナーのジョルジェット・ジウジアーロによって考案されました。<ref>“ジョルジェット・ジウジアーロ、歴史上最も偉大な自動車デザイナー” (2020年5月7日). 2021年10月27日時点のオリジナルよりアーカイブ。2022年7月11日閲覧。

## 世代
- 2001年、シティクラスには10メートルと12メートルのモデルに290馬力の新型イヴェコエンジン「カーソル」が搭載されました。それ以前は、フィアットV.I.タイプ8360.46Vを搭載しており、選択した構成に応じて220馬力、250馬力、または270馬力のエンジンを搭載していました。連結型シティクラスには、従来の310馬力フィアットエンジンに代わる、新型350馬力イヴェコカーソルエンジンも搭載されます。
- 2005年からは、適切なバージョンのカーソルエンジンが、270馬力のCNGバージョンにも搭載される予定です。

## 各種バージョン
CityClass 491 (都市型)

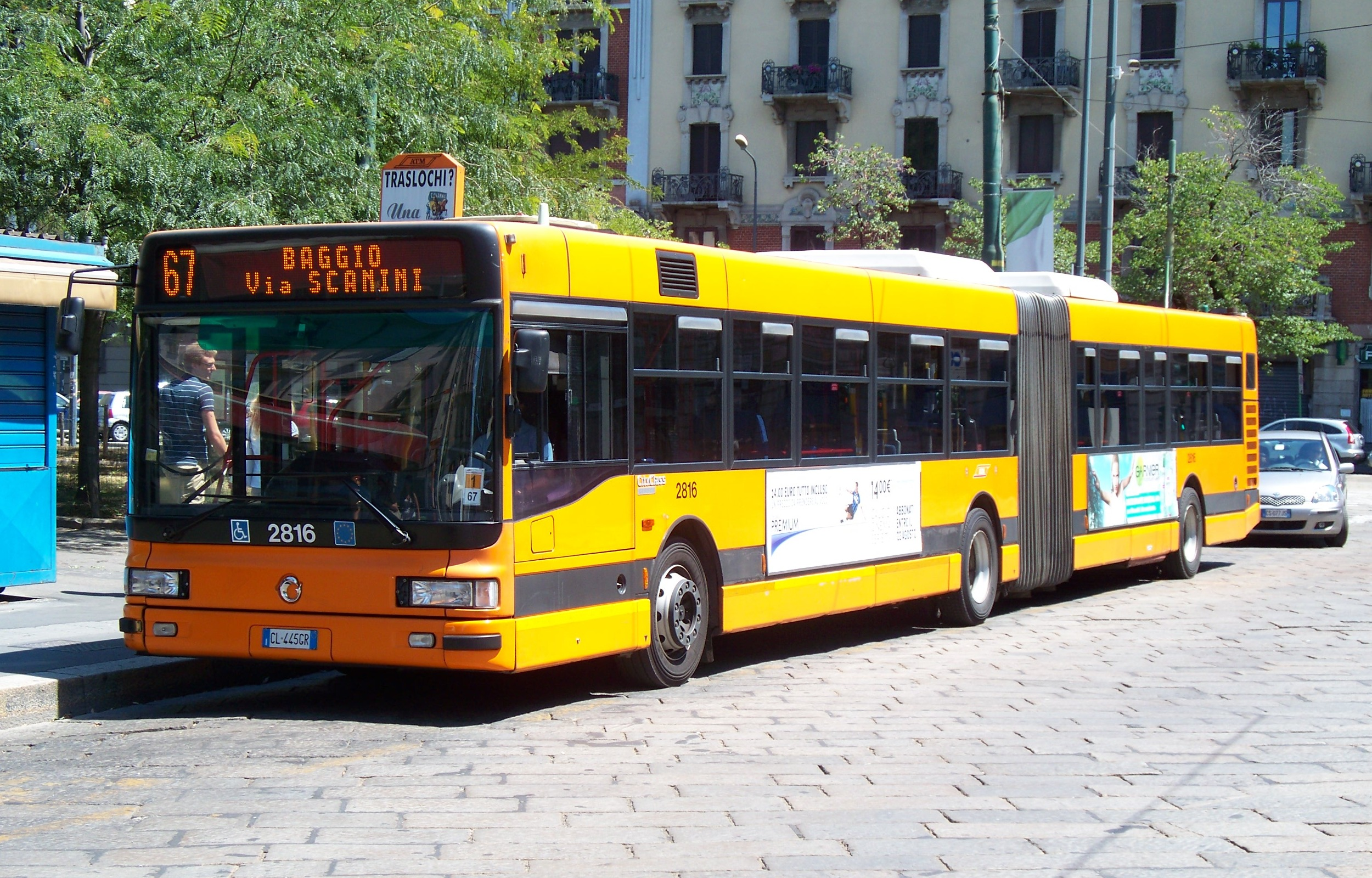
Iveco 491 CityClass 18m version

CityClass都市型モデル。中型バス（10.80m）、標準バス（12m）、連節バス（18m）の3種類があります。12mで両開きドアが4つあるイタリア版は、座席数が108席（着席18席、立席93席）で、3つ目の出入口にスロープ付きの身障者用スペースが1つあります。CNGバージョンは座席数が88席（着席24席、立席63席、PRM用スペースが1つ）です。両開きドアが2つしかないフランス版は、座席数がそれぞれ114席と95席です。 18m連節バージョンは140席で、うち着席は33席、立席は105席、2番目のドアにスロープ付きのPRMが1席あります。
CityClass 591 (郊外型)
CityClassの都市部および郊外型モデル。都市部バージョンよりも座席数が多くなっています。中型バス（10.80m）、標準バス（12m）、連節バージョン（18m）も存在します。12mバージョンは96席で、うち着席は37席、立席は57席、スロープ付きのPRMが1席です。18m連節バージョンは113席で、うち着席は71席、立席は41席、PRMが1席です。

### スペインのCityClass
スペインでは、CityClass 491のほとんどがカストロスア、ノヘ、イスパノの車体を採用していました。

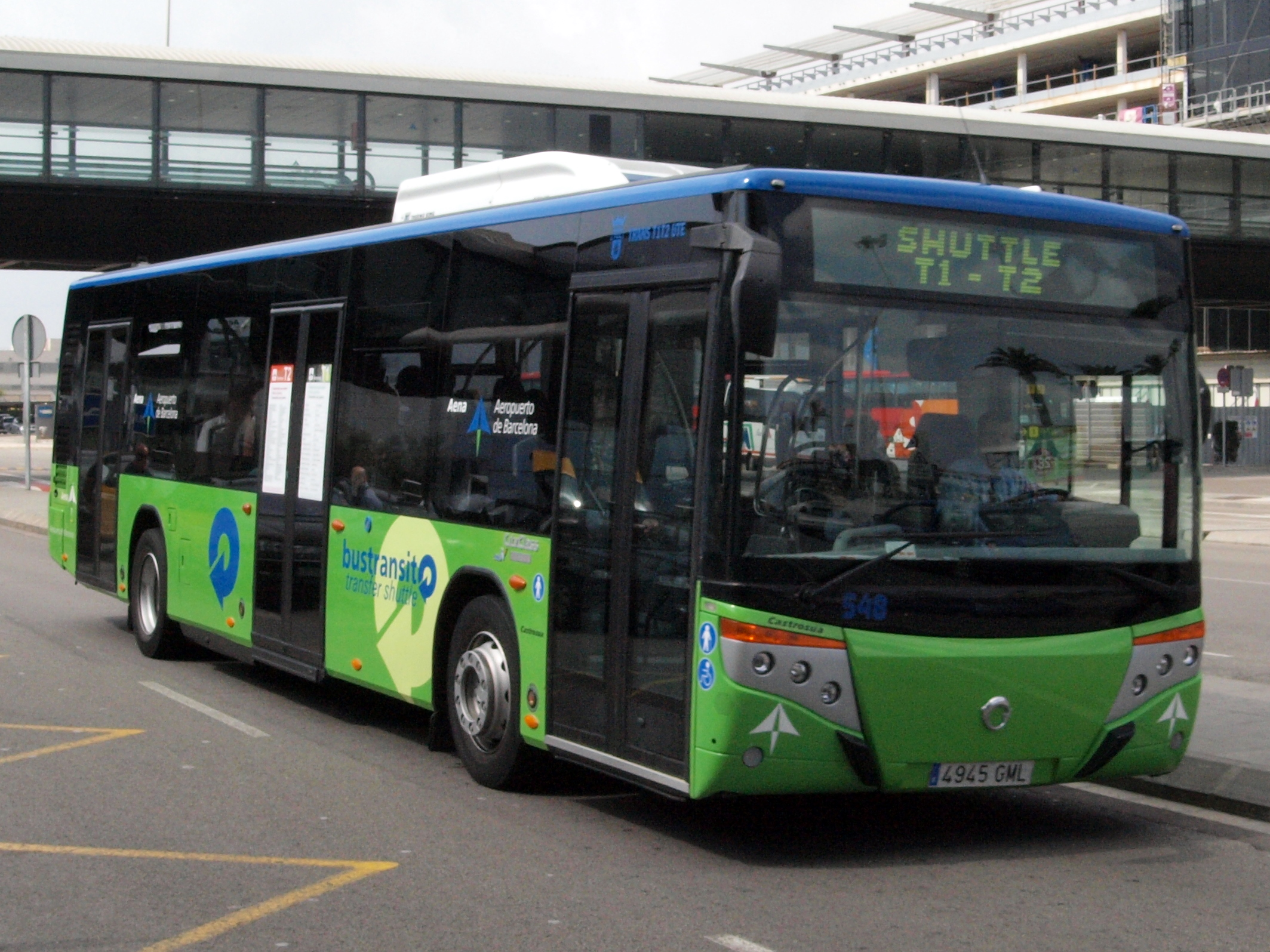
Castrosua社製ボディのIrisbus CityClass（Castrosua City Versus）
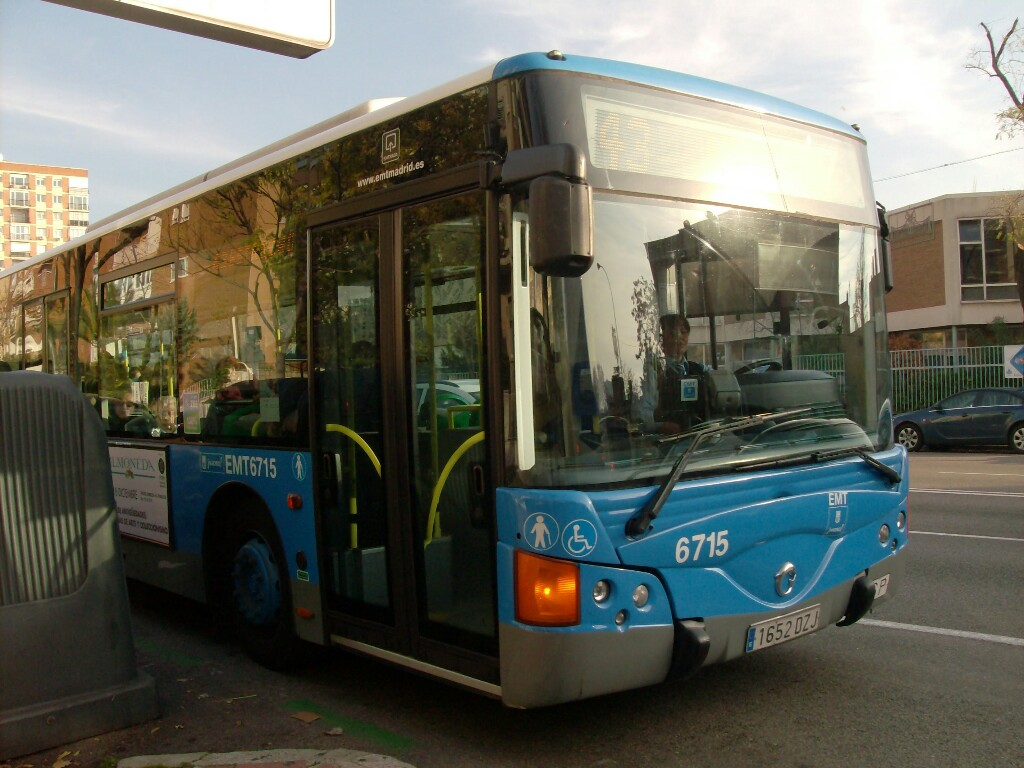
Noge社製ボディのIrisbus CityClass（Noge Cittour）
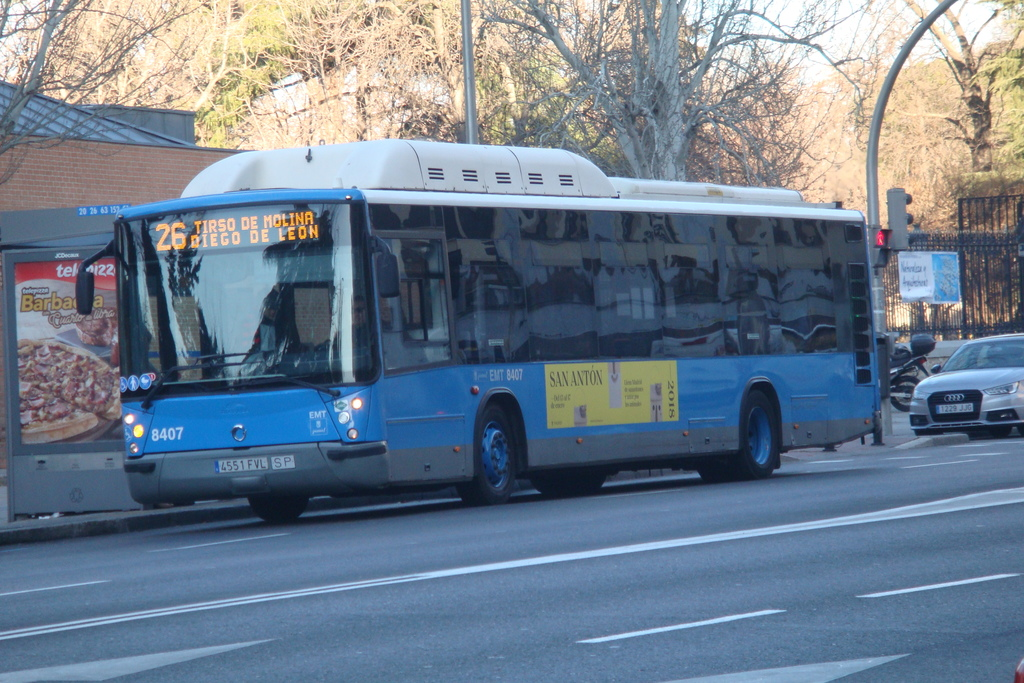
Hispano Carrocera社製ボディのIrisbus CityClass（Hispano Habit）
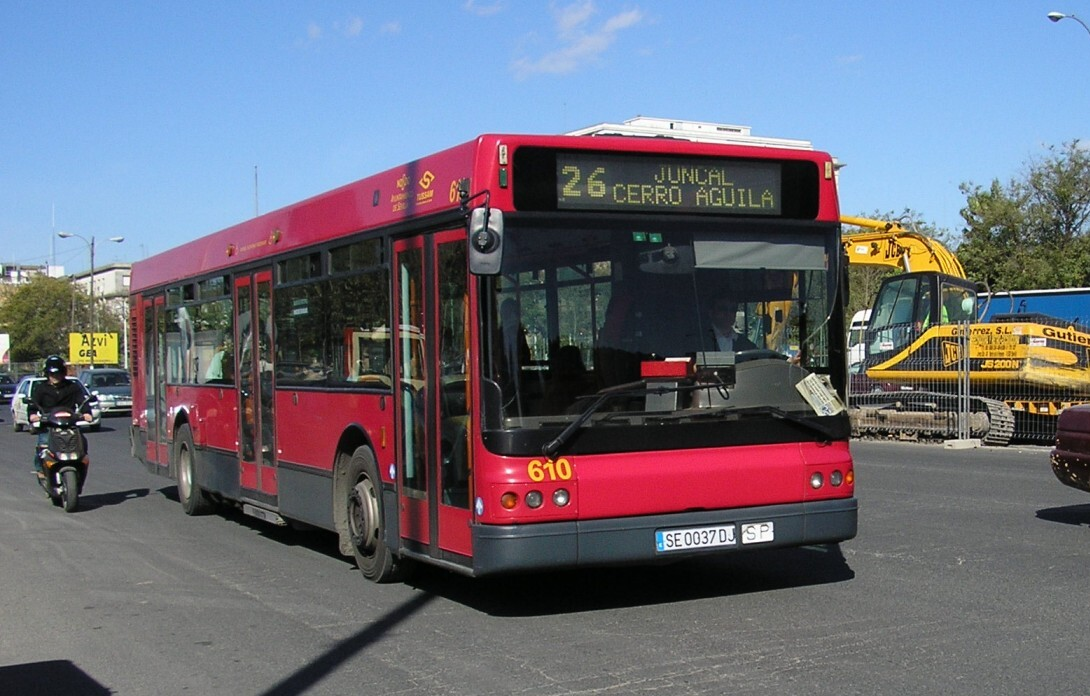
Hispano Carrocera社製ボディのIveco CityClass（Hispano V.O.V）

### エコロジカルなシティクラス
フィアットグループとそのトラック・バス部門であるイヴェコは、燃費削減や排ガス浄化に関する最先端の研究を通じて環境保護に注力しており、最初の装置は1980年に遡ります。1999年2月、トリノ市は「水素バス」プロジェクトを開始しました。同年11月、イタリア環境省はこのプロジェクトと、プロジェクトの実施を担う臨時企業協会（ATI）を承認しました。 ATIは6つの企業で構成されていた：GTT（旧ATM - ピエモンテ州都の都市交通当局）、イヴェコ（世界第2位のバス製造会社）、Sapio（イタリアの主要技術・医療用ガス生産企業の1つ）、CVA（Compagnia Valdostana delle Acque SpA）（再生可能電力生産企業）、ENEA（Ente per le Nuove tecnologie, l'Energia e l'Ambiente）（革新と持続可能な開発のための公的研究センター）、Ansaldo Ricerche（アンサルドグループの調査部門）。このプロジェクトはイタリア環境省の資金提供を受け、Fiat Ricerche Centerが自社のバスモデルの1つへの導入資金を提供した。
1999年にアイリスバスを設立したイヴェコは、燃料電池と呼ばれるシステムを搭載した水素を動力源とする市営バスという野心的なプロジェクトを開始しました。2002年には、車両識別番号ZGA482.E0E0E0.00001の試作車が製作され、試験が行われました。試験はイタリア運輸環境省の監督の下、2年間にわたって実施されました。この期間に、全長12メートルのシティクラス燃料電池バスが3台製造されました。イタリアで試作車が承認された後、これらのバスは2004年11月1日にトリノ、バルセロナ、ドイツ（ミュンヘン）の都市交通会社に納入されました。<ref>{{cite web |title=初の水素燃料…IVECOシティクラスバス |url=http://www.italiaspeed.com/2004/cars/others/iveco/3012_irish_bus.html |publisher=IVECO |access-date=2022年12月17日 |date=2004年12月31日}ref>
トリノ・シティクラスは、2006年冬季オリンピックで運行されていました。時速60kmで12時間の航続距離を誇りました。座席21名、立席51名、PRM車椅子1名を含む73名の乗客を収容可能でした。水素ボンベ9本を搭載し、200barで合計1,260リットルの水素を供給しました。
ハイブリッドエンジンを搭載した試作CityClassもテストに成功しました。

## 特性
イヴェコ・シティクラスは、全長10.8m、12m、18mの3タイプがあり、全幅は2.5mでした。標準仕様では88人から108人、連節仕様では140人まで乗車可能でした。
シティクラスの全モデルには、2枚、3枚、または4枚のサイドドア、前方および側面の走行信号表示、ABSおよびASR、ステレオ、マイク、ラジオ、エアコンが装備されています。車体の左右傾斜システムとニーリングにより、障がい者の車内へのアクセスが容易になっています。車椅子用スロープも設置されています。

### 寸法
|                                        | CityClass 491.10           | CityClass 491.12         | CityClass 491.12 CNG     | CityClass 491.12 燃料電池 | CityClass 491.18       | CityClass 491.18 CNG   | CityClass 591.10      | CityClass 591.12 | CityClass 591.18       |               |
| -------------------------------------- | -------------------------- | ------------------------ | ------------------------ | ------------------------- | ---------------------- | ---------------------- | --------------------- | ---------------- | ---------------------- | ------------- |
| 長さ (mm)                              | 10 805                     | 11 995                   | 11 995                   | 11 995                    | 17,960                 | 17,960                 | 10,800                | 11,995           | 17,960                 |               |
| 幅 (mm)                                | 2,500                      | 2,500                    | 2,500                    | 2,500                     | 2,500                  | 2,500                  | 2,500                 | 2,500            | 2,500                  |               |
| 高さ (mm)                              | 2,965                      | 2,965                    | 2,965                    | 3,300                     | 2,965                  | 2,965                  | 2,965                 | 2,965            | 2,965                  |               |
| 軸間距離 (mm)                          | 5,150                      | 6,050                    | 6,050                    | 6,050                     | 5,710 + 6,605          | 5,710 + 6,605          | 5,150                 | 6,050            | 5,710 + 6,605          |               |
| オーバーハング (フロント/リア) (mm)    | 2,565 / 3,080              | 2 565 / 3 380            | 2 565 / 3 380            | 2 565 / 3 380             | 2 565 / 3 080          | 2 565 / 3 080          | 2 565 / 3 080         | 2 565 / 3 380    | 2 565 / 3 080          | 2 565 / 3 080 |
| 壁間の回転半径（m）                    | 7,17                       | 8,74                     | 8,74                     | 8,97                      | 10,28                  | 10,28                  | 7,17                  | 8,74             | 10,28                  |               |
| 空車重量 (kg)                          | 10 600                     | 11 230                   | 12 520                   | 14 000                    | 18 200                 | 19 100                 | 10 650                | 11 250           | 18 200                 |               |
| 重量 (kg)                              | 17 500                     | 18 990                   | 18 990                   | 19 000                    | 27,950                 | 27,950                 | 18,000                | 19,000           | 27,950                 |               |
| 着座可能人数 + 立位可能人数 = 最大 (U) | 29 + 66 + 1 PRM = 82       | 19 + 89 + 1 PRM = 109    | 25 + 63 + 1 PRM = 89     | 22 + 50 + 1 PRM = 73      | 33 + 108 + 1 PRM = 142 | 33 + 106 + 1 PRM = 140 | 34 + 48 = 82          | 42 + 57 = 99     | 34 + 108 + 1 PRM = 143 |               |
| ドア (U) 1,360 mm                      | 2 (イタリア式は3市場向け） | 3（イタリア市場向けは4） | 3（イタリア市場向けは4） | 3（イタリア市場向けは4）  | 4                      | 4                      | 2（イタリア市場向け） | 2 または 3       | 3                      |               |
| 床高 (mm)                              | 305                        | 305                      | 305                      | 305                       | 305                    | 305                    | 305                   | 305              | 305                    |               |

### エンジン
|                               | CityClass 491.10                                               | CityClass 491.12                                               | CityClass 491.12 CNG                                              | CityClass 491.12 燃料電池                                      | CityClass 491.18                                               | CityClass 491.18 CNG                                           | CityClass 591.10                                               | CityClass 591.12                                               | CityClass 591.18                                                   |
| ----------------------------- | -------------------------------------------------------------- | -------------------------------------------------------------- | ----------------------------------------------------------------- | -------------------------------------------------------------- | -------------------------------------------------------------- | -------------------------------------------------------------- | -------------------------------------------------------------- | -------------------------------------------------------------- | ------------------------------------------------------------------ |
| エンジン 気筒数 (cm3)         | ディーゼル FIAT' 8360.46V 7 685 Iveco カーソル 8 F2B 7 790     | ディーゼル FIAT' 8360.46V 7 685 Iveco カーソル 8 F2B 7 790     | GNV フィアット'' 8469.21S 9 500 'Iveco' カーソル 8 CNG F2BE 7 790 | 水素 アンサルド                                                | ディーゼルおよびGNC Iveco 8469.41S 9,500                       | ディーゼルおよびGNC Iveco 8469.41S 9,500                       | ディーゼルおよびGNC                                            | ディーゼルおよびGNV Iveco Cursor 8 F2B 7,790                   | * ディーゼル: Iveco Cursor 8 F2B 7,790 * GNV: Iveco 8469.41S 9,500 |
| 出力 (kW (HP DIN) から r/min) | 196 (260) ～ 2,050 a 213 (290) ～ 2,050                        | 196 (260) ～ 2,050 a 213 (290) ～ 2,050                        | 177 (240) ～ 2,100 200 (270) ～ 2,000                             | 164 ～ 1,550                                                   | 228 (310) ～ 2,000                                             | 228 (310) ～ 2,000                                             |                                                                | 213 (290) ～ 2,050                                             | * ディーゼル 213 (290) ～ 2,050 * GNC 228 (310) ～ 2,000           |
| トルク (N・m ～ r/min)        | 1 100～1 080～1 800                                            | 1 100～1 080～1 800                                            | 920～1 200 1 100～1 100                                           | 1 200～600                                                     | 1 200～1 200                                                   | 1 200～1 200                                                   |                                                                | * ディーゼル 1 110～1 040 * GNV                                | * ディーゼル * GNV 1 200～1 200                                    |
| トランスミッション            | 駆動（後輪）                                                   | 駆動（後輪）                                                   | 駆動（後輪）                                                      | 駆動（後輪）                                                   | 駆動（後輪）                                                   | 駆動（後輪）                                                   | 駆動（後輪）                                                   | 駆動（後輪）                                                   | 駆動（後輪）                                                       |
| ギアボックス                  | オートマチック ZF 5HP および VOITH D 854                       | オートマチック ZF 5HP および VOITH D 854                       | オートマチック ZF 5HP および VOITH D 854                          | オートマチック ZF 5HP および VOITH D 854                       | オートマチック ZF 5HP および VOITH D 854                       | オートマチック ZF 5HP および VOITH D 854                       | オートマチック ZF 5HP および VOITH D 854                       | オートマチック ZF 5HP および VOITH D 854                       | オートマチック ZF 5HP および VOITH D 854                           |
| ブレーキ                      | 空気圧式ディスク（フロント）および（リア）、ABSおよびASR付き   | 空気圧式ディスク（フロント）および（リア）、ABSおよびASR付き   | 空気圧式ディスク（フロント）および（リア）、ABSおよびASR付き      | 空気圧式ディスク（フロント）および（リア）、ABSおよびASR付き   | 空気圧式ディスク（フロント）および（リア）、ABSおよびASR付き   | 空気圧式ディスク（フロント）および（リア）、ABSおよびASR付き   | 空気圧式ディスク（フロント）および（リア）、ABSおよびASR付き   | 空気圧式ディスク（フロント）および（リア）、ABSおよびASR付き   | 空気圧式ディスク（フロント）および（リア）、ABSおよびASR付き       |
| サスペンション                | エアクッション、油圧式ショックアブソーバーおよびトーションバー | エアクッション、油圧式ショックアブソーバーおよびトーションバー | エアクッション、油圧式ショックアブソーバーおよびトーションバー    | エアクッション、油圧式ショックアブソーバーおよびトーションバー | エアクッション、油圧式ショックアブソーバーおよびトーションバー | エアクッション、油圧式ショックアブソーバーおよびトーションバー | エアクッション、油圧式ショックアブソーバーおよびトーションバー | エアクッション、油圧式ショックアブソーバーおよびトーションバー | エアクッション、油圧式ショックアブソーバーおよびトーションバー     |
| 方向                          | パワーアシスト式ラック＆ピニオン油圧システム                   | パワーアシスト式ラック＆ピニオン油圧システム                   | パワーアシスト式ラック＆ピニオン油圧システム                      | パワーアシスト式ラック＆ピニオン油圧システム                   | パワーアシスト式ラック＆ピニオン油圧システム                   | パワーアシスト式ラック＆ピニオン油圧システム                   | パワーアシスト式ラック＆ピニオン油圧システム                   | パワーアシスト式ラック＆ピニオン油圧システム                   | パワーアシスト式ラック＆ピニオン油圧システム                       |
| 航続距離 (km)                 | 600                                                            | 500 puis 600                                                   | 950                                                               | 200                                                            | 500                                                            | 880                                                            |                                                                | 600                                                            | 500 / 850                                                          |